# HMS Kent (54)
«Кент» (54) (англ. HMS Kent (54) — британський важкий крейсер типу «Каунті». Головний корабель підкласу «Кент». 

## Історія створення
Крейсер «Кент» був закладений 15 листопада 1924 року на верфі компанії Chatham Dockyard у місті Чатем. 25 червня 1928-го  увійшов до складу Королівського флоту Великої Британії.